# Єкатеринбурзький завод
Єкатеринбурзький завод — історичний чавуноплавильний, залізоробний, міделиварний і механічний завод в місті Єкатеринбурзі, що діяв в 1723—1808 роках. Для створення заводу на уральської річці Ісеть була споруджена гребля, з появою якої тісно пов'язана історія заснування міста, місцевість навколо греблі зараз є його історичним центром.

## Історія створення
30 грудня 1720 року на Уктуський завод прибув Василь Татищев, а 2 січня 1721 року В. Татищев, переконавшись у малій потужності побудованої греблі Уктуського заводу, вирішив перенести завод на нове місце. Вибір місця для будівництва нового заводу на річці Ісеті, вгору за течією, в 6 верстах від Уктуського заводу, був зроблений заводським управителем Уктуського заводу Тимофієм М. Бурцевим і полоненими шведськими офіцерами — бомбардиром В. Щульцем і ротмістром П. Шенстремом, а також плотинним майстрами В. Мелентьевим і Ф. Михайловим, підмайстром С. Черепановим, рудним майстром Р. Бабиним. При будівництві спочатку мав назву Ісетський завод. Але вже з липня 1723 року іменувався Єкатеринбурзький заводом.
6 лютого 1721 року В. Татищев подав прохання про будівництво на річці Ісеть чугуноплавильного і залізоробного заводу з 4 доменними печами і 40 кричными молотами, потім проектна потужність майбутнього заводу була знижена. У березні 1721 року приписані селяни Уктуського заводу стали розчищати майданчик для заводу, рубати зруби для житла, розпочався набір вільних людей на теслярські та інші роботи. 23 травня 1721 року Берг-колегія відкинула будівництво нового заводу, а серпні 1722 року В. Татищев був відсторонений від справ і відкликаний до Петербурга, а замість нього був призначений Вільгельм Генін, який, ознайомившись з проектом на місці, 17 грудня 1722 року подав прохання в Берг-колегію відновити будівництво заводу на річці Ісеть, а 17 лютого 1723 року представив проект нового заводу.
В 1723 році на березі річки Ісеть відновилося будівництво заводу. До будівництва були залучені іноземні фахівці, що прибули разом з В. Геніним, майстри і підмайстри Олонецькій заводу, 58 майстрів з Демидовських заводів, 97 майстрів з Кам'янського заводу, майстри з Тобольська і з Алапаєвського заводу. 27 лютого 1723 року на будівництво прибув батальйон капітана Я. Кралевича, а 25 березня 1723 року другий батальйон майора В. Бриксгаузена і ув'язнені. 3 березня 1723 року розпочалося будівництво казарм для солдатів, 12 березня 1723 року була закладена Єкатеринбурзька фортеця з фортечним валом, ровом і бастіоном. У квітні 1723 року почалося спорудження заводської греблі, а в травні 1723 року почалося закладання доменних печей. Будівництвом керували помічники Геніна, артилерійські кондуктори Н. Р. Клеопін і К. А. Гордєєв, приписними селянами керував земський комісар, тобольський дворянин С. К. Неєлов. В лютому—травні 1723 року та вересні—листопаді 1723 року в будівництві брав участь В.Татищев.
Всі виробничі і житлові будівлі, будівля Обер-Бергамта, Катерининська церква, будувалися всередині фортеці прямокутної форми з шістьма бастіонами і чотирма напівбастіонами з встановленими на них гарматами, оточеної земляним валом, ровом, палісадом і рогатками.
7 (18) листопада 1723 року була запущена молотова фабрика, викувана перша партія смугового заліза. 26 листопада (7 грудня) 1723 року, в день святої Катерини, відбулося урочисте відкриття заводу. 5 (16) січня 1724 року були запущені мідеплавильні печі, а в серпні 1724 року почалася виплавка чавуну.
У 1734 році на правому березі Ісеті знаходилися дві доменні печі висотою 8,5 метрів, залізорізна, жерстяна, мідеплавильна, міднопосудна, хутряна по виготовлення хутра для лиття, молотова з кричними горнами та молотами, за ними — заводська контора, рудна лабораторія, архів і в'язниця; на лівому березі — дощата фабрика по виробництву залізних дощок, колотушечна по виготовленню «колотушечних» молотів, лудильна, друга молотова (крична), каркасна, стальна, укладна по випуску укладу, якірна, кузня, лісопильна та борошномельні млини, за ними — заводський госпіталь.
При заводі була відкрита гірськозаводська школа на 50 учнів — перше в Росії гірський навчальний заклад.
В 1737 році на заводі сталася пожежа. З 1737 року завод, зупинивши домни, став одержувати чавун з Верх-Исетського заводу, а з 1758 року з Кам'янського заводу. У 1735 році на базі монетного виробництва був виділений Монетний двір, який у 1769 році разом з мідним виробництвом і цехом були передані Монетній експедиції. В 1738 році на базі каменерізного виробництва була заснована каменерізна майстерня, яка в 1765 році була передана Єкатеринбурзькій гранувальній фабриці під ведення Експедиції кольорових каменів. У 1766 році два золотопромивальних цехи заводу передані Гірської експедиції золотих виробництв. У 1769 році на заводі було зупинено мідеплавильне виробництво. У 1800—1805 роках на базі виробництва заводу була заснована механічна майстерня Л. Ф. Сабакіна (Єкатеринбурзька механічна казенна фабрика).
У 1808 році Єкатеринбурзький завод був закритий, а цехи та обладнання перепрофільовані під потреби Єкатеринбурзького монетного двору.
Сьогодні на місці заводських цехів розташовується Історичний сквер, а в ньому Музей архітектури та промислової техніки Уралу, Єкатеринбурзький музей образотворчих мистецтв, Водонапірна башта і міська гребля.

## Обладнання заводу
З березня 1723 року по 11 вересня 1723 року була зведена гребля довжиною в 211,1 метри, шириною 42,7 метри, висотою в 6,4 метри, ставок довжиною в 3 версти, з вешняком і двома робочими прорізами, пізніше вона була досипана і облицьована бутовим каменем. В 1726 році вище за течією на 2,5 версти зведена запасна гребля, що утворила Верх-Ісетський ставок. Були побудовані дві доменні печі, молотова фабрика, укладна фабрика і стальна фабрика, мідеплавильна фабрика, мідеочистна фабрика та інші виробничі приміщення.
У 1724 році були запущені дві доменні печі, 14 кричних молотів, досчата, плющильна, укладна, стальна, якірна, дротяна, гвоздильна фабрики, машини для свердління гармат, різальні верстати, підйомна машина для подачі шихти в домни, дві мідеплавильні фабрики з мідеплавильними і мідеочистними печами, лабораторія, інші підсобні цехи і майстерні, борошномельна та лісопильні млини.
В 1726 році був запущений Монетний («Платний») двір, який виготовляв квадратні мідні монети — «плати» (плити, пластини), а з 1728 року виготовлялися мідні кружки для подальшого карбування на Монетному дворі в Москві. Було запущено в 1726 році каменерізне виробництво, в 1727 році — колотушечна фабрика, в 1728 році — міднопосудна фабрика, в 1729 році — жерстяна і прорізна фабрика, дзвонолітійна фабрика, в 1733 році — ковальна фабрика.
В 1730-х роках завод мав 50 водяних коліс, 22 молоти, 107 повітродувних міхів, 10 дротових станів, гарматно-свердлильний, прокатний і різьблений стани, пиляльний млин, гребля видавала енергопотужності на 250—500 л. с. У 1790-х роках були запущені 5 кричных молотів (замість двох), ненадовго було відновлено мідне виробництво.
За даними пермського берг-інспектора П. Е. Томілова в січні 1808 року Єкатеринбурзький завод мав греблю, обкладену з обох сторін бутовим каменем, довжиною 221,9 метри, шириною по підставі 78,9 метри, по верху — 53,3 метри, висотою 8,5 метри. На правому березі кам'яна крична фабрика з 11 горнами та 10 молотами, що запускаються 13 бойовими і 2 хутряними водяними колесами, яка «німецьким способом» кувала смугове залізо по 40-50 тисяч пудів на рік. У цьому ж цеху розташовувалося непрацююче медеплавильне обладнання (6 медеплавильних печей, шплейзофенний і штиковий горни). На лівому березі біля греблі в кам'яному цеху розташована була гранувальна і шліфувальна фабрика, лісопильний млин. В іншому кам'яному цеху перебувала фабрика для виготовлення цвяхів, плющильна фабрика для виготовлення колісного і обручного заліза, кузня, дві золотопромивальні фабрики (дві штовханини і 16 пестів, діючі від двох водяних коліс, і промивна золотоносних пісків).

### Заводська гребля
До теперішнього часу від Єкатеринбурзького заводу збереглася заводська гребля, яка була зведена з дерев'яного зрубу, набитого каменем і глиною, мала центральний та два бокових робочих прорізи, до яких були підведені два дерев'яні водоводи, що йшли до коліс. Греблю спроектував плотинной майстер Невьянського заводу Л. Злобін. В 1830-ї роки гребля була розширена за проектом М. П. Малахова, а в 1886 році на ній був розбитий сквер та встановлено погруддя Петра I і Катерини I (в 1917 році погруддя були скинуті в Міський ставок). 11 березня 1958 року був встановлений бюст П. П. Бажова. В 1972—1973 роках гребля за проектом Ю. П. Сердюкова була знову розширена і облицьована гранітом, на підпірній стінці були розміщені барельєфи, а по краях розміщені скульптури, які символізують вміння уральських металургів. У 1998 році з бічного прорізу був зроблений прохід з нижньої тераси Історичного скверу на верхню площадку.

### Госпіталь Єкатеринбурзького заводу
Також до наших днів дійшла будівля шпиталі (богадільні) Єкатеринбурзького заводу, який має адресу вулиця Воєводіна 5. Кам'яний госпіталь складається з чотирьох корпусів (північно-східний, північно-західний, південний, південно-західний), що формують внутрішній двір. У північно-східному корпусі розміщувався сам госпіталь, в північно-західному — монетна експедиція, в південній частині — аптека, в південно-західній — пробірна лабораторія і хутрова. Був також заводський острог. В 1749 році В будівлю вперше проходило міське театралізоване дійство.
Між двох північних фасадів корпусів був розташований чотириколонний портик з трикутним фронтоном, оформляють вхід, але у зв'язку з реконструкцією в 1830-х роках з корпусів була видалена висока барокова покрівля, а входи і проїзди отримали нове оформлення. У будинку є п'ять входів (два з східної сторони, два з північної і південної).
В 1867 році за рішенням міського та міщанського товариств в будівлі була заснована богадільня (притулок для пристарілих без родичів). У 1895 році на другому поверсі західної частини розташовувалася Микільська домова церква, а в 1899 році за проектом архітектора Ю. О. Дютеля над церквою була зведена дзвіниця. Зараз в будівлі розташовується Єкатеринбурзький музей образотворчих мистецтв.

## Чисельність заводу
У 1734 році чисельність заводських працівників становила 611 осіб (233 — кріпаків майстрових, 215 — засланців, 146 — рекрутів з військової служби, 3 — вільнонайманих, 14 — іноземних фахівців і приписних селян) і 5174 державних приписних селян, які виконували допоміжні роботи. У 1797 році чисельність заводу знизилася до 267 майстрових.